# 耶律的琭
耶律的琭（?—?），字耶寧，辽国军官。

## 经历
仲父隋国王耶律释魯後裔。学軍事，为右皮室詳稳。統和28年（1010年）参加高麗遠征，率本部軍和耶律盆奴在銅州擒获康肇、李玄蘊。遼聖宗说「以卿英才，为国戮力，真吾家千里驹也！」統和29年（1011年）为北院大王，出为乌古敌烈部都详稳。去世，享年七十二岁。

## 延伸阅读
[在维基数据编辑]
 《遼史·卷88》，出自脱脱《遼史》